# Kōichi Itagaki
Kōichi Itagaki (n. 12 noiembrie 1947) este un astronom japonez. Acesta a descoperit corpuri cerești precum 189261 Hiroo, 117350 Saburo, C/2009 E1 Itagaki, 134069 Miyo etc. 

## Recompense
El a primit în 2009 Premiul Edgar-Wilson. În onoarea sa, asteroidul 1997 UN8 a fost denumit (14551) Itagaki.